# Vencedores do Prêmio Brasil Olímpico de 2022
O Prêmio Brasil Olímpico de 2022 foi realizado em 2 de fevereiro de 2023. Os vencedores de atleta do ano de 2022 foram o velocista Alison dos Santos e  a ginasta Rebeca Andrade, com os outros indicados sendo o canoísta Isaquias Queiroz, o surfista Filipe Toledo, a nadadora Ana Marcela Cunha (maratona aquática), e a skatista Rayssa Leal  no feminino.

## Vencedores por modalidade
A lista dos melhores de 2022 incluiu atletas de 55 modalidades: